# Mahlzeiten
Mahlzeiten ist ein deutscher Spielfilm des Regisseurs Edgar Reitz aus dem Jahr 1967 mit Heidi Stroh und Georg Hauke in den Hauptrollen. In der Bundesrepublik Deutschland kam er das erste Mal am 21. März 1967 in die Kinos.

## Handlung
Die 20-jährige Fotoschülerin Elisabeth begegnet in Hamburg dem etwas älteren Medizinstudenten Rolf und verliebt sich gleich in ihn. Alles, was er macht, fasziniert sie. Sie begleitet ihn in die Vorlesungen und zu seinen Präparierkursen. Beide kommen sich vor wie in einem romantischen Liebesroman. Es dauert nicht lange, bis das Paar heiratet und Elisabeth schwanger wird. Die junge Familie bezieht eine Mansardenwohnung. Rolf arbeitet neben seinem Studium, um das gemeinsame Leben zu finanzieren.
Elisabeth hat einen großen Freundeskreis, von dem sie oft Besuch bekommt. Mit Vorliebe schwärmt sie dann ihren Gästen vor, wie glücklich ihre Ehe ist. Als Irina, eine ihrer Freundinnen, die Ehe verdammt, wird sie von Elisabeth freundlich zurechtgewiesen.
Bald wird Elisabeth zum zweiten Mal Mutter. Um die nun größer gewordene Familie ernähren zu können, ist Rolf gezwungen, sein Studium aufzugeben und sich voll in die Arbeit zu stürzen. Unter diesen Umständen fühlt er sich aber äußerst unwohl. Er braucht eine Auszeit und verlässt die Familie. In Rotterdam findet er eine Stelle als Hilfsarbeiter auf einer Werft. Sein Lohn reicht jedoch nicht aus, um Ersparnisse zu machen. Kurz vor der Geburt des dritten Kindes kehrt er nach Hause zurück. Elisabeths Vater unterstützt die Familie finanziell.
Auch das vierte Kind lässt nicht lange auf sich warten, und bald kündigt sich auch schon das fünfte an. Rolf arbeitet jetzt als Vertreter bei einem Pharmaunternehmen. Weil er aber keine besondere Kontaktfreudigkeit zeigt, wird ihm gekündigt. Seine nächste Stelle erhält er bei einer Kosmetikfirma.
Eines Tages lernt das Paar einen Missionar der Mormonen kennen und freundet sich mit dessen Glauben an. In einem Fluss empfangen die Eheleute nach mormonischem Ritus die Taufe. Rolf findet sich im Laufe der Zeit mit seinem Leben nicht mehr zurecht. In einer Waldlichtung leitet er die Auspuffgase in seinen VW und findet so den Tod. Seine Witwe betrauert ihn so intensiv, wie sie ihn geliebt hat. Den Sinn ihres Lebens sieht sie jetzt in der Liebe zur bildenden Kunst. In einer Ausstellung lernt sie den Amerikaner Brian kennen, er Mormone wie sie. Aus der Freundschaft wird bald Liebe. Nachdem sie ihn geheiratet hat, folgt sie ihm mit ihren fünf Kindern in seine Heimat.

## Auszeichnung
- 1967 wurde der Streifen bei den Internationalen Filmfestspielen von Venedig als bestes Erstlingswerk ausgezeichnet.[1]

- Von der Filmbewertungsstelle Wiesbaden erhielt der Film das Prädikat „Besonders Wertvoll“.

## Kritiken
„Die kinderreiche Ehe zwischen einem Medizinstudenten und einer Fotografin zerbröckelt am Unvermögen der beiden jungen Leute, die eigene Person der des anderen unterzuordnen und zu harmonischer Partnerschaft zu finden. […] Den bemüht, aber etwas unsicher gestalteten Film (seinen ersten Spielfilm) inszenierte der Mitarbeiter von Alexander Kluge […] Edgar Reitz, dem später mit ‚Heimat‘ […] ein Meisterwerk der Zeitbeschreibung gelang.“

„Ein vom Ansatz, der Idee her interessanter und diskutabler Stoff, der aber weder geistig noch filmisch bewältigt wird, da den Ereignissen die zwingende Notwendigkeit, die Glaubwürdigkeit fehlt. Nur einem reifen und kritischen Publikum zur Auseinandersetzung zu empfehlen.“

## Quelle
- Programm zum Film: Illustrierter Film-Kurier, Vereinigte Verlagsgesellschaften Franke & Co. KG, München, Nr. 175